# Cetate (gmina w okręgu Dolj)
Cetate – gmina w Rumunii, w okręgu Dolj. Obejmuje miejscowości Cetate i Moreni. W 2011 roku liczyła 6368 mieszkańców.